# هایپرلوپ ترانسپورتیشن
هایپرلوپ ترانسپورتیشن (انگلیسی: Hyperloop Transportation) شرکت ترابری آمریکایی است، که در سال ۲۰۱۳ تأسیس شد.